# Cleveleys
Cleveleys is een plaats en civil parish in het bestuurlijke gebied Wyre, in het Engelse graafschap Lancashire.

## Geboren
- Chris Patten (1944), politicus en diplomaat